# Krauss-Maffei

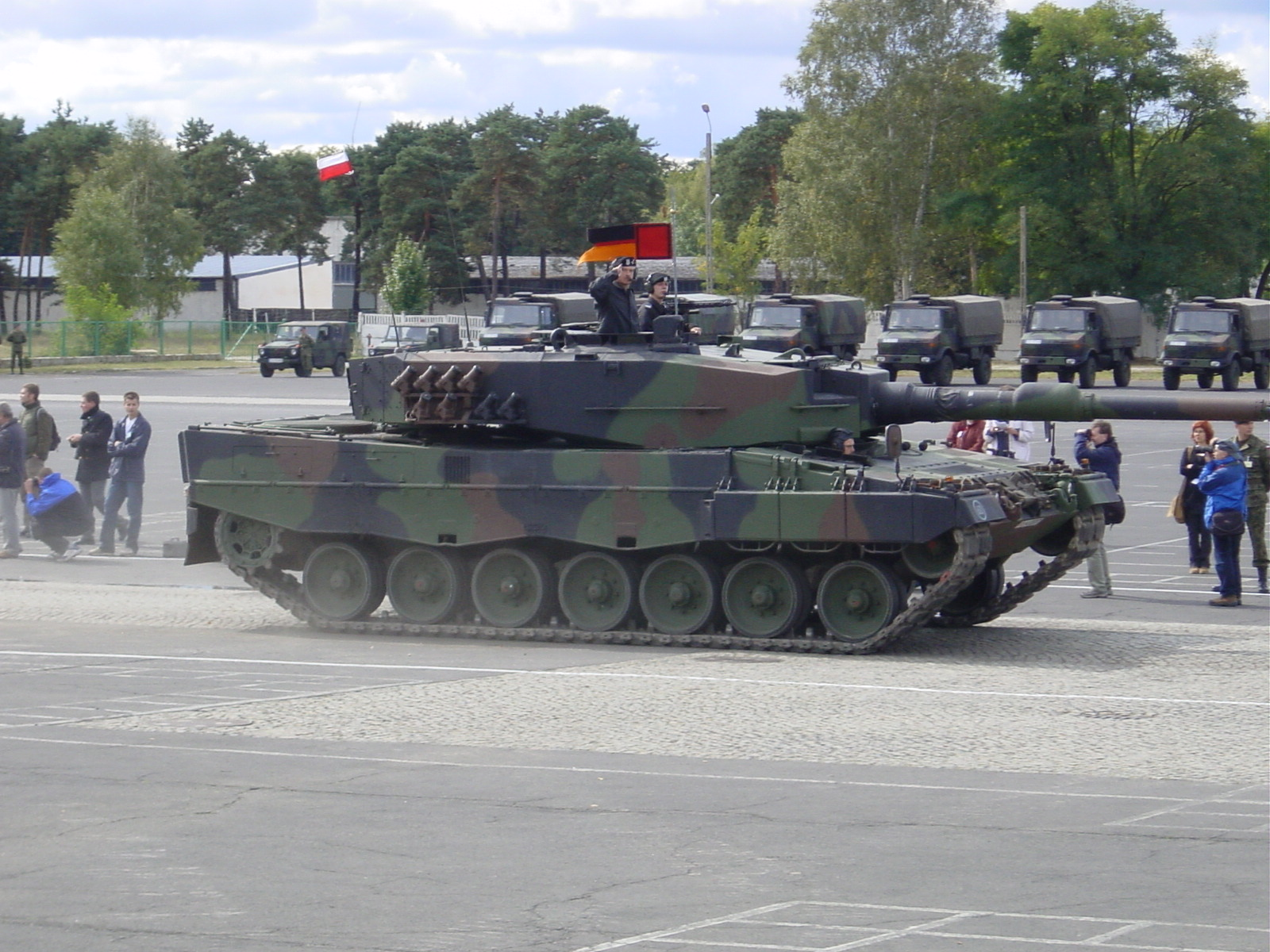
Leopard 2.

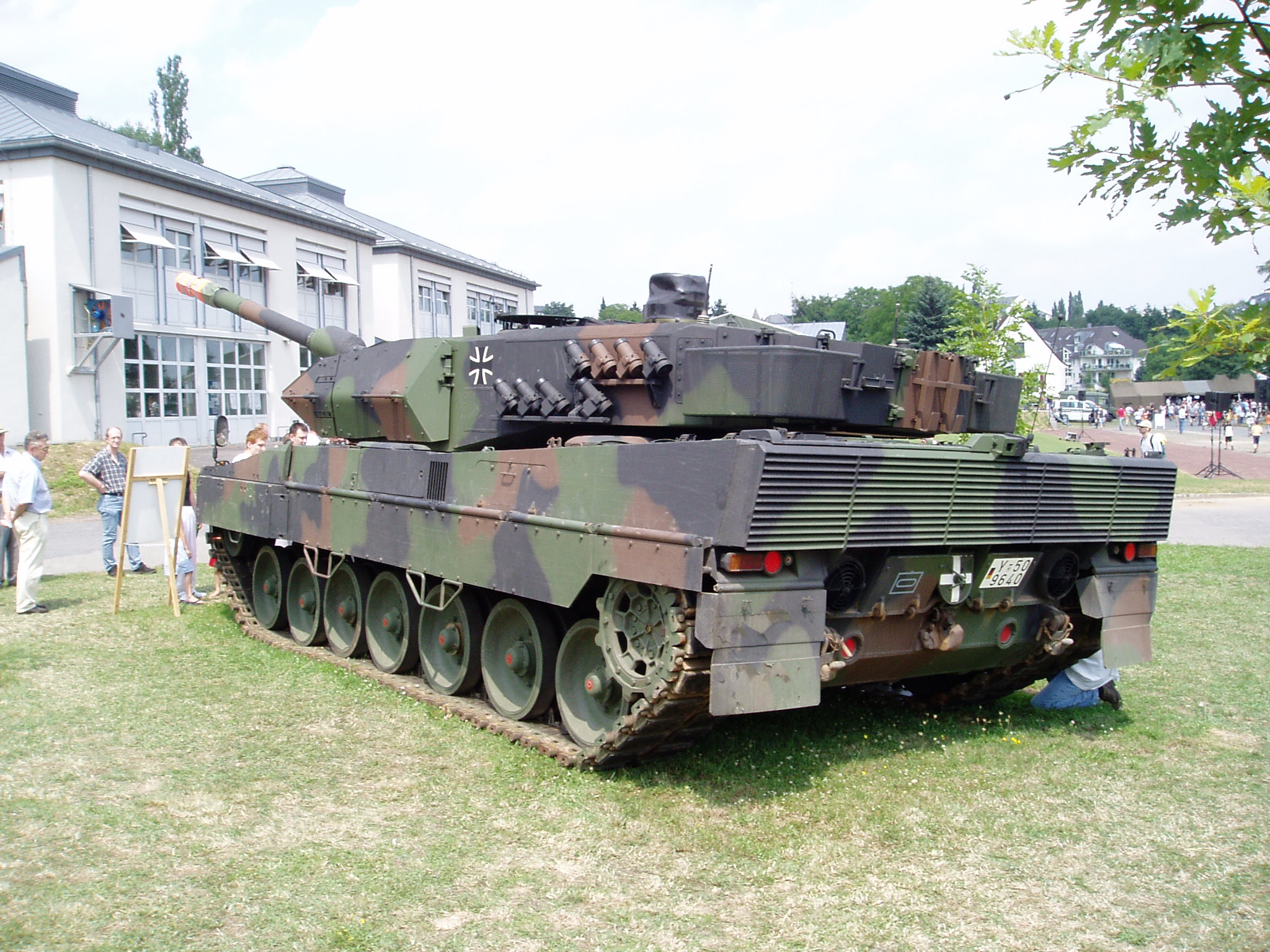
Leopard 2A6

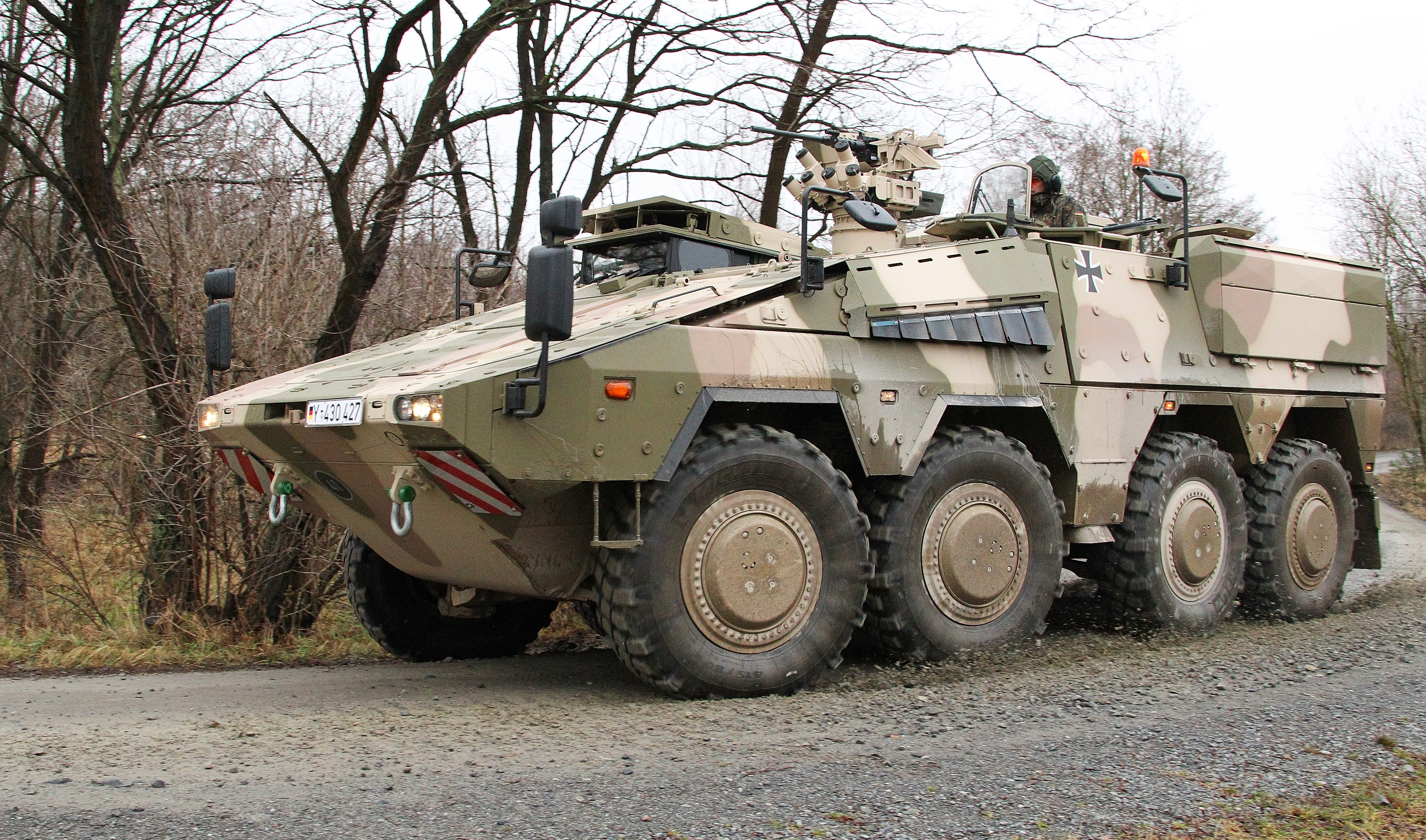
GTK Boxer

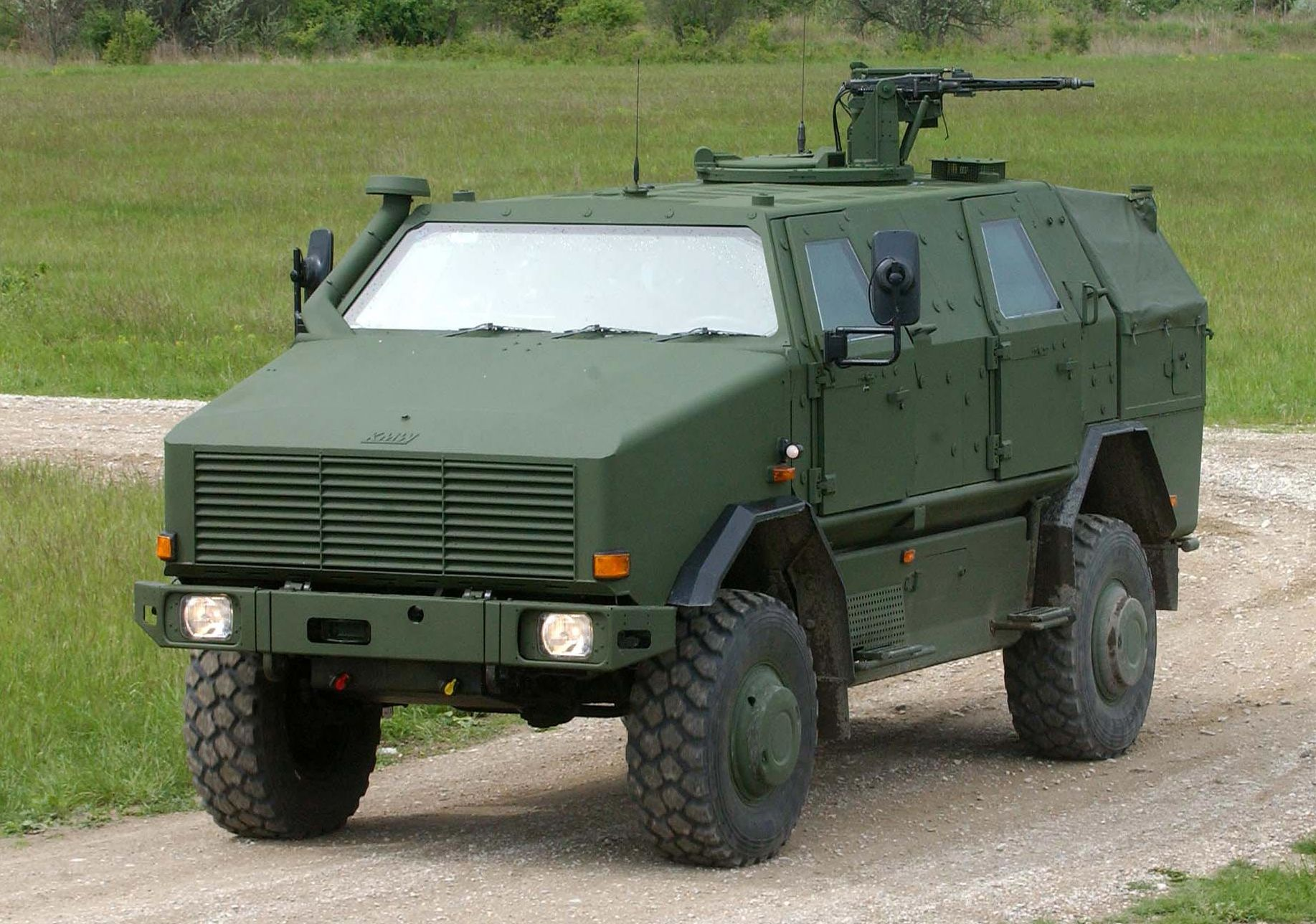
ATF Dingo 2

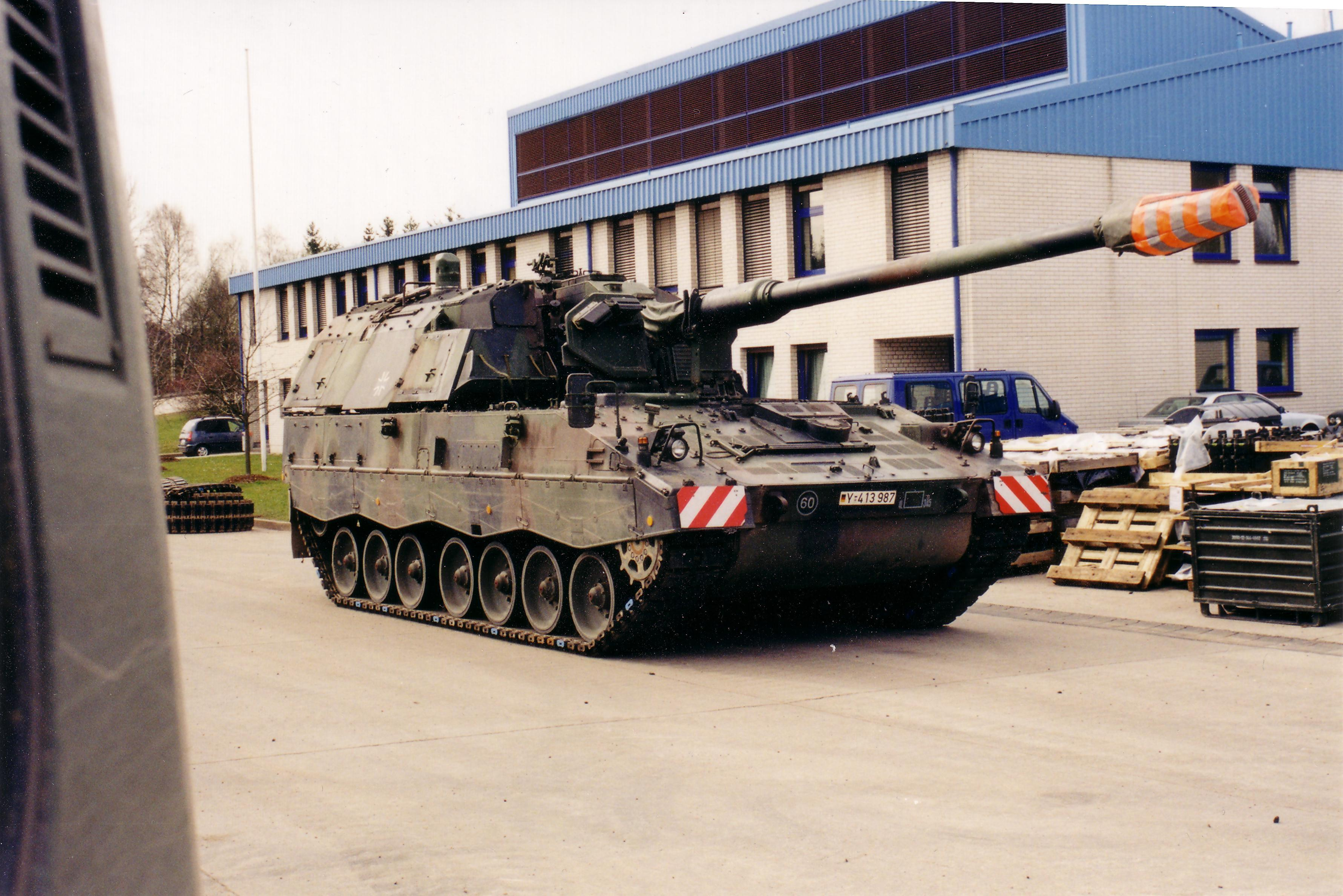
PzH 2000

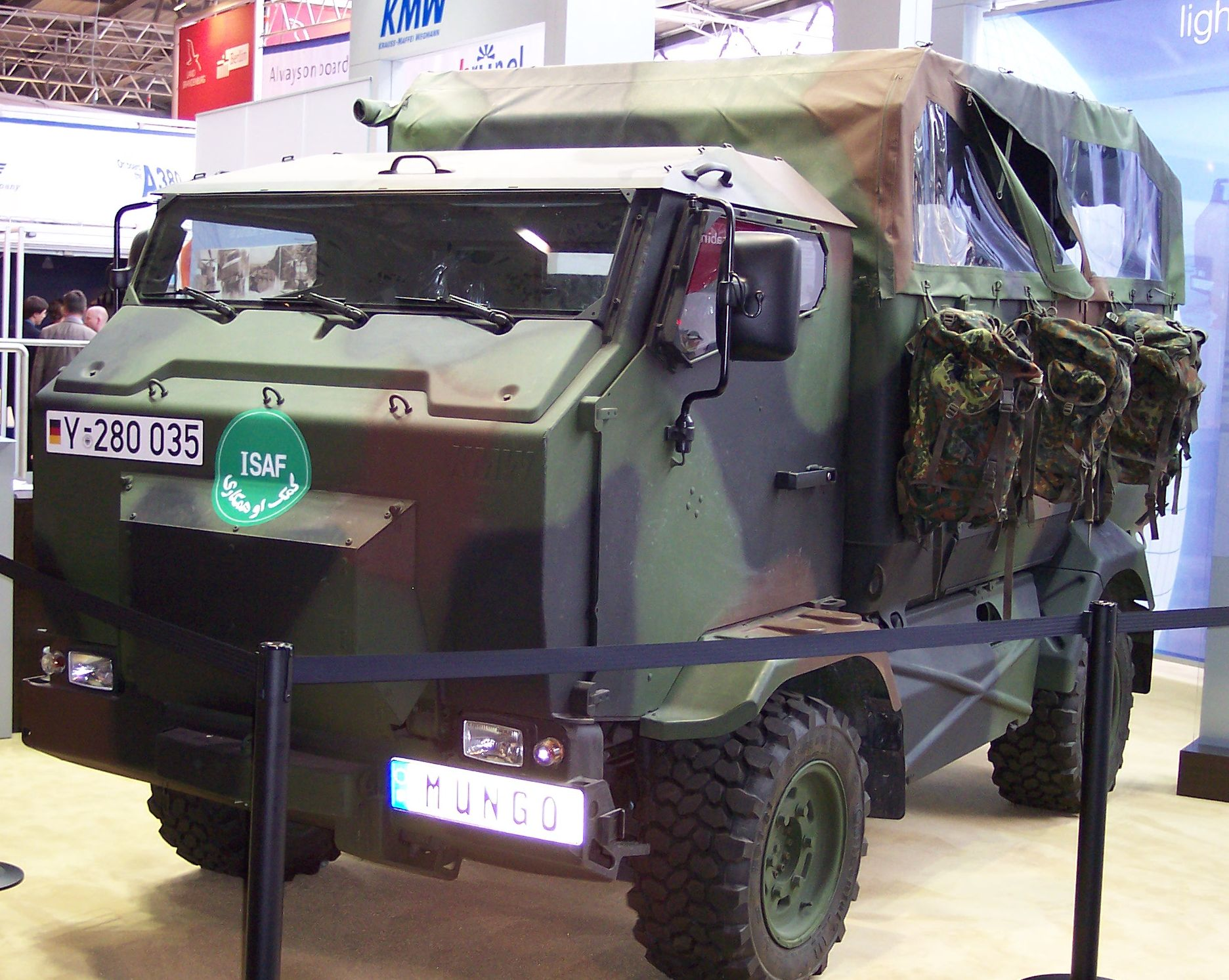
Mungo ESK

Krauss-Maffei, grundad 1931, är en tysk industrikoncern med huvudkontor i München.
Krauss-Maffei skapades 1931 då de två bayerska företagen Maffei (grundat 1838) och Krauss & Co. (grundat 1860 av Georg Krauss) slogs samman i München. Båda var tillhörde redan innan de ledande tyska tillverkarna av olika sorters lokomotiv, Maffei byggde också andra fordon med ångdrift. Idag har företaget sitt huvudkontor i Allach utanför München. Företaget ingår i Buderus-koncernen i Wetzlar. 
Under 1930-talet började man tillverka pansarfordon. Under andra världskriget ställdes produktionen fullständigt om, framförallt pansarbyggandet. Efter kriget tillverkades tidvis bussar. I samband med att Västtyskland åter fick ha en armé tog man åter upp den militära tillverkningen. År 1963 fick Krauss-Maffei uppdraget att utveckla stridsvagnen Leopard 1 som 1972 ersattes av Leopard 2. År 1976 påbörjades tillverkningen av Flakpanzer Gepard efter en utvecklingstid på 10 år. Under 1970-talet var Krauss-Maffei med om att utveckla Transrapid.
År 1999 fusionerades Krauss-Maffei med Mannesmann DEMAG AG till Mannesmann Demag Krauss Maffei AG. Den militärtekniska delen gjordes om till ett samriskföretag tillsammans med rustningsfirman Wegmann till Krauss-Maffei Wegmann. Mannesmann Demag Krauss Maffei AG såldes av Vodafone till Siemens AG och idag ingår man i Atecs Mannesmann AG, ett holdingbolag som ingår i Siemens-koncernen. 

## Produkter
- Leopard 1
- Leopard 2
- Gepard
- Dingo
- Terrier
- Mungo